# ريدكار (دائرة انتخابية في المملكة المتحدة)
ريدكار (بالإنجليزية: Redcar)‏ هي إحدى الدوائر الانتخابية في المملكة المتحدة الممثلة في مجلس العموم في برلمان المملكة المتحدة.
عضو البرلمان الذي يمثلها حالياً هو :Vera Baird (Lab).